# Диас Ордас, Густаво
Густа́во Ди́ас Орда́с Бола́ньос (исп. Gustavo Díaz Ordaz Bolaños; 12 марта 1911, Сьюдад-Сердан, штат Пуэбла, Мексика — 15 июля 1979, Мехико, федеральный округ Мехико, Мексика) — мексиканский государственный и политический деятель, член Палаты депутатов Генерального Конгресса Мексики от 1-го округа штата Пуэбла (1943-1946), сенатор от штата Пуэбла (1946-1952), министр внутренних дел Мексики (1958-1964), 56-й президент Мексики (1964-1970), посол Мексики в Испании (1977).  
Президентство Диаса Ордаса, сопровождавшееся активной социальной политикой, некоторыми реформами, торжественными летними Олимпийскими играми 1968 года в Мехико и хорошим положением дел в экономике, было сильно омрачено расстрелом студенческой демонстрации в Тлетелолько 2 октября 1968 года, жестоким подавлением других различных акций протеста и стачек. Вследствие этого Диас Ордас в конце президентства стал крайне непопулярен. Мексиканские историки и политологи стабильно относят Диаса Ордаса к наихудшим и наиболее противоречивым президентам в истории Мексики.  

## Биография

### Ранние годы и детство
Густаво Диас Ордас Боланьос родился 12 марта 1911 года в городе Сьюдад-Сердан штата Пуэбла в семье Рамона Диаса Ордаса Редонета и его супруги Сабины Боланьос Качо де Диас Ордас. Рамон Диас Ордас Редонет был бухгалтером. При президентстве Порфирио Диаса он продвинулся до администратора полиции, но после свержения президента Диаса потерял работу. Финансовое положение семьи стало нестабильным, Рамон Диас Ордас Редонет сменил несколько работ и часто переезжал вместе с семьёй. Сабина Боланьос Качо де Диас Ордас работала школьным учителем. Густаво был вторым из 4 детей в семье. Как и старший брат Рамон, имел весьма невзрачную внешность (небольшой подбородок и большие выступающие зубы), из-за чего с детства подвергался насмешкам. Густаво Диас Ордас приходился двоюродным братом известному мексиканскому комику Чеспирито. 

### Образование и молодость
Когда семья Густаво Диаса Ордаса временно жила в городе Оахака (штат Оахака), он некоторое время посещал местный Институт искусств и наук. Диас Ордас был прилежным учеником, но не всегда мог купить нужные учебники. В то время его семья жила у дяди Густаво, небезысвестного чиновника своего штата. Пока Густаво учился в Институте, его старший брат Рамон преподавал там латынь. Однажды Густаво применил физическую силу в отношении студента, насмехавшегося над внешностью Рамона. 
Высшее образование Густаво Диас Ордас получил в 1937 году в Автономном университете Пуэбла, став юристом. Вскоре он стал профессором, а в 1940-1941 годах был проректором университета.

### Ранняя политическая карьера
Придерживаясь умеренно-левых взглядов, Диас Ордас в начале политической карьеры был членом Мексиканской социалистической партии и Партии мексиканской революции. 
В 1932-1943 годах работал в администрации штата Пуэбла, в 1943 году был избран в Палату депутатов Генерального Конгресса Мексики от 1-го избирательного округа штата Пуэбла. В Палате депутатов заседал до 1946 года.

### От избрания в Сенат до избрания президентом
В 1946 году провёл успешную кампанию в Сенат, до 1952 года - сенатор от штата Пуэбла. 
В 1958-1964 годах - министр внутренних дел Мексики, приобрёл общенациональную известность. В 1963 году примкнул к Институционно-революционной партии, стал её кандидатом в президенты на президентских выборах 1964 года. Провёл активную избирательную кампанию и был избран президентом Мексики, набрав на выборах 88,82% голосов избирателей и победив во всех штатах страны. 

### Президентство

#### Внутренняя политика
1 декабря 1964 года Густаво Диас Ордас официально вступил в должность президента Мексики. 
Авторитарный стиль правления Диаса Ордаса и жёсткий характер оттолкнули от него многих политических союзников и стали причиной ряда акций протеста и стачек. Всегда Диас Ордас принимал решение о силовом подавлении каких бы то ни было протестов. Это даже спровоцировало формирование вооружённого сопротивления его режиму в штате Герреро. 
В 1965 году был основан Мексиканский институт нефти.
В 1967 году был частично, а двумя годами позже полноценно открыт метрополитен Мехико. 
12-27 октября 1968 года были проведены летние Олимпийские игры в Мехико. Это важное и яркое событие в истории Мексики было омрачено событиями 2 октября 1968 года, когда по приказу Диаса Ордаса военные жестоко подавили выступление студентов в Тлетелолько. Участники этого выступления были или убиты, или оказались в тюрьмах на несколько лет. Репрессиям подверглись не только студенты, но и укрывавшие их горожане. События 2 октября 1968 года потрясли мексиканскую общественность, а Диас Ордас обрёл репутацию жестокого и одиозного президента. Даже после его ухода с поста президента и смерти оценки его деятельности носили и носят преимущественно негативный характер.
30 ноября 1970 года Диас Ордас, не имевший право баллотироваться на второй президентский срок в соответствии с Конституцией Мексики и не участвовавший в очередных президентских выборах, официально прекратил исполнение обязанностей президента Мексики.

#### Внешняя политика
Во внешней политике Диас Ордас поддерживал хорошие взаимоотношения с США. Это, однако, не помешало ему осудить американскую интервенцию в Доминиканскую Республику (1965), поддержать подписание договора об объявлении Латинской Америки безъядерной зоной (1967) и негативно отнестись к операции "Перехват", в рамках которой все въезжающие в США транспортные средства из Мексики подвергались проверке на наличие наркотиков (1969). 

#### Экономика
Президентство Диаса Ордаса была весьма успешным в экономическом плане, показатели безработицы и инфляции были по мексиканским меркам низкими.

### После президентства
Диас Ордас и его семья не давали о себе ничего знать до 1977 года. Когда в 1977 году были восстановлены прерванные в 1939 году мексикано-испанские дипломатические отношения, Диас Ордас был назначен послом в Испании. Однако он недолго проработал послом, так как его назначению были сильно возмущены как мексиканские, так и испанские СМИ. По возвращении в Мексику Диас Ордас ушёл из политики. 15 июля 1979 года он скончался в Мехико от рака.

## Семья
В 1937 году Диас Ордас женился на Гуадалупе Борха Осорно (1915-1974). У супругов родились сыновья Густаво и Альфредо, и дочь Гуадалупе. 

## Память
- Имя Диаса Ордаса получил международный аэропорт в Пуэрто-Вальярте (штат Халиско).

## Награды

#### Мексиканские
- Кавалер Орденской цепи Ордена Ацтекского орла

#### Иностранные
- Кавалер Большого креста с Золотой звездой Ордена Франсиско Морасана (Гондурас)
- Кавалер Большого креста на цепи Ордена "За заслуги перед Итальянской Республикой" (Италия)
- Кавалер Орденской цепи Ордена Солнца Перу (Перу)